# Koltan

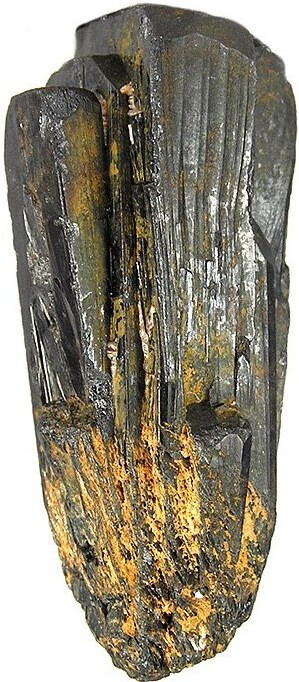
Kus coltanu o rozměrech 6,0 × 2,5 × 2,1 cm

Coltan (též koltan) je průmyslový název kolumbitu-tantalitu, matně černé rudy, ze které se získávají prvky niob a tantal. Hlavní minerál obsahující niob je kolumbit, angl. columbite – proto „col“, zbytek názvu je vytvořen podle minerálu tantalitu obsahujícího tantal.
Největší naleziště coltanu jsou v Africe, kde se podle odhadů nachází 80 procent celosvětových zásob, a to především v Kongu. Při rafinaci se z coltanu stává teplotně odolný prášek s vysokou permitivitou. Používá se v zubařství, při výrobě turbín, balistických střel, vojenských zařízení a jaderných reaktorů. Tantal z coltanu je důležitou součástí při výrobě kondenzátorů, používaných při výrobě malých elektronických součástek, zejména mobilních telefonů, notebooků a ostatních elektronických přístrojů.
K jeho získávání jsou v Kongu využívány i děti.